# Synagoge Langsdorf (Lich)

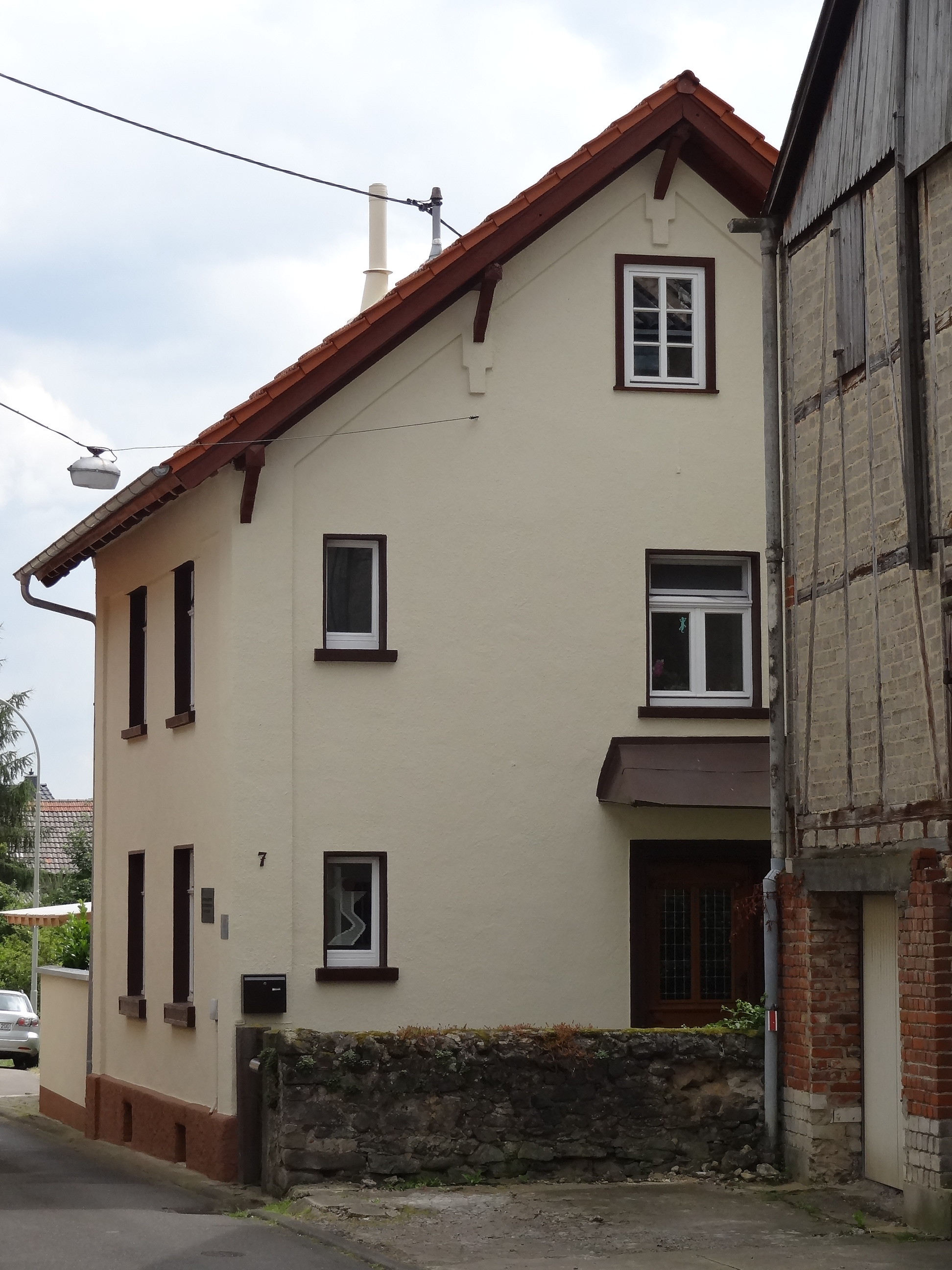
Ehemalige Synagoge in Langsdorf

Die Synagoge in Langsdorf, einem Stadtteil von Lich in Hessen, wurde 1866 errichtet. Die profanierte Synagoge an der Erbsengasse 7 ist ein geschütztes Baudenkmal.

## Geschichte
Bereits 1934 wurde das Synagogengebäude von der jüdischen Gemeinde Langsdorf an eine nichtjüdische Familie verkauft. Während des Zweiten Weltkrieges wurde das Gebäude als Unterkunft für französische Kriegsgefangene genutzt.  
Nach 1945 wurde der Synagogenbau zu einem Wohnhaus umgebaut. Eine Gedenktafel erinnert seit 1984 an die ehemalige Synagoge.